# Chariez
Chariez est une commune française située dans le département de la Haute-Saône, la région culturelle et historique de Franche-Comté et la région administrative Bourgogne-Franche-Comté.
La commune appartient à la communauté d'agglomération de Vesoul.

## Géographie

### Localisation
Village typiquement comtois, Chariez est situé à l'ouest de Vesoul à une distance de 8 km.
Le territoire communal s'étend sur 7,66 km2, avec une altitude minimale de 212 mètres et une altitude maximale de 426 mètres.

### Géologie
Le territoire communal repose sur le gisement de schiste bitumineux de Haute-Saône daté du Toarcien.

### Transports
La gare SNCF de Vesoul est la gare la plus proche du village. Le terrain aménagé pour les avions le plus proche est l'aérodrome de Vesoul - Frotey.
L'agglomération de Vesoul est desservie par le réseau de transports en commun Vbus.

### Climat
Pour des articles plus généraux, voir Climat de la Bourgogne-Franche-Comté et Climat de la Haute-Saône.
En 2010, le climat de la commune est de type climat de montagne, selon une étude du Centre national de la recherche scientifique s'appuyant sur une série de données couvrant la période 1971-2000. En 2020, Météo-France publie une typologie des climats de la France métropolitaine dans laquelle la commune est exposée à un climat semi-continental et est dans la région climatique  Lorraine, plateau de Langres, Morvan, caractérisée par un hiver rude (1,5 °C), des vents modérés et des brouillards fréquents en automne et hiver. 
Pour la période 1971-2000, la température annuelle moyenne est de 10,2 °C, avec une amplitude thermique annuelle de 17,5 °C. Le cumul annuel moyen de précipitations est de 1 144 mm, avec 13,4 jours de précipitations en janvier et 9,9 jours en juillet. Pour la période 1991-2020, la température moyenne annuelle observée sur la station météorologique de Météo-France la plus proche, « Vesoul Ville », sur la commune de Vesoul à 5 km à vol d'oiseau, est de 11,5 °C et le cumul annuel moyen de précipitations est de 1 007,7 mm. 
La température maximale relevée sur cette station est de 40,5 °C, atteinte le 25 juillet 2019 ; la température minimale est de −22,2 °C, atteinte le 16 janvier 1966,,. 
Les paramètres climatiques de la commune ont été estimés pour le milieu du siècle (2041-2070) selon différents scénarios d'émission de gaz à effet de serre à partir des nouvelles projections climatiques de référence DRIAS-2020. Ils sont consultables sur un site dédié publié par Météo-France en novembre 2022.

## Urbanisme

### Typologie
Au 1er janvier 2024, Chariez est catégorisée commune rurale à habitat dispersé, selon la nouvelle grille communale de densité à sept niveaux définie par l'Insee en 2022.
Elle est située hors unité urbaine. Par ailleurs la commune fait partie de l'aire d'attraction de Vesoul, dont elle est une commune de la couronne,. Cette aire, qui regroupe 158 communes, est catégorisée dans les aires de 50 000 à moins de 200 000 habitants,.

### Occupation des sols
L'occupation des sols de la commune, telle qu'elle ressort de la base de données européenne d’occupation biophysique des sols Corine Land Cover (CLC), est marquée par l'importance des territoires agricoles (67,2 % en 2018), une proportion sensiblement équivalente à celle de 1990 (67,1 %). La répartition détaillée en 2018 est la suivante : 
prairies (33,3 %), forêts (29,3 %), zones agricoles hétérogènes (28 %), terres arables (5,9 %), milieux à végétation arbustive et/ou herbacée (3,5 %). L'évolution de l’occupation des sols de la commune et de ses infrastructures peut être observée sur les différentes représentations cartographiques du territoire : la carte de Cassini (XVIIIe siècle), la carte d'état-major (1820-1866) et les cartes ou photos aériennes de l'IGN pour la période actuelle (1950 à aujourd'hui).

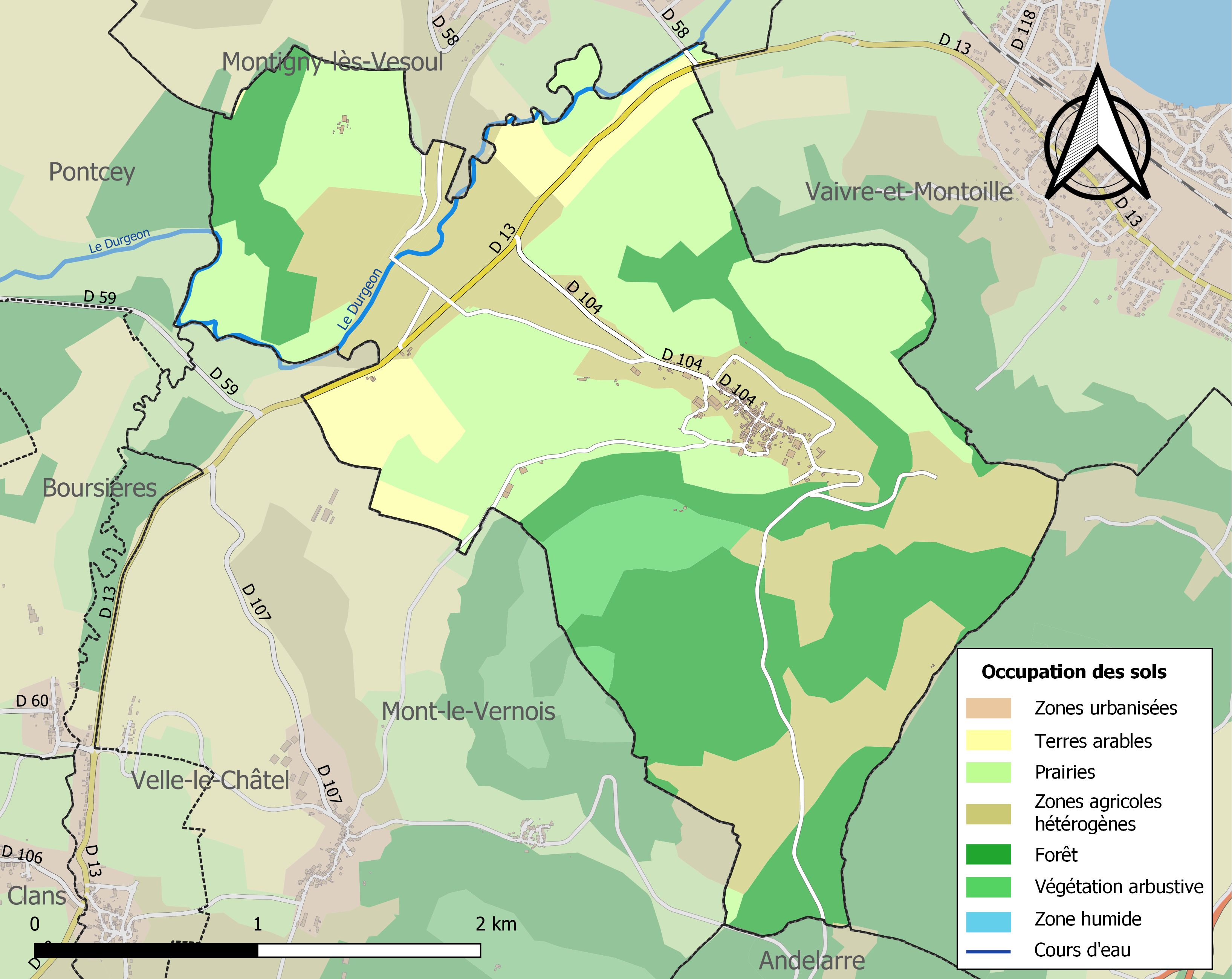
Carte des infrastructures et de l'occupation des sols de la commune en 2018 (CLC).

### Morphologie urbaine
Chariez est située dans l'aire urbaine de Vesoul, qui totalise en 2008, 59 288 habitants.
Chariez est un village vigneron caractéristique de la Haute-Saône avec des demeures des XVIe et XVIIIe siècles. Le village se caractérise par des rues étroites aux maisons serrées les unes contre les autres, qui donnent un caractère un peu urbain au petit bourg.

### Logement
Le nombre de logements dans la commune était de 114, en 2009, dont 92 résidences principales soit 80,2 % de l'ensemble des logements, 15 résidences secondaires et logements occasionnels, soit 13,5 % et 7 logements vacants, soit 6,3 %. On dénombre 30 résidences principales qui détiennent 5 pièces ou plus.
La commune comptait 107 maisons et 7 appartements en 2009, alors qu'elle possédait 101 maisons et 3 appartements, en 1999.

## Toponymie
La commune, créée lors de la Révolution française, portait en 1793 la dénomination de Chariey, puis, en 1801, celui de Charriez. La graphie actuelle de Chariez est plus récente.

## Histoire
Le site de Chariez, principalement le plateau dit Camp de César est occupé dès l'époque paléolithique.
Marguerite de Bavière, femme du Duc  Jean-sans-Peur, fonda en 1410 un couvent de cordeliers observantins, et fit de Chariez un bourg à château entouré de très fortes murailles qui subsistaient encore en 1785.
Autrefois, Chariez, pays de vignobles, produisait un bon vin très apprécié, gamay - pinot. Les vignes, dévastées par le phylloxéra, ont pratiquement disparu, remplacées par des pâturages, sauf quelques arpents qui restent exploités,.

### Les Hospitaliers
Chariez faisait partie de la commanderie de Sales Montseugny. Au début du Moyen Âge, les Hospitaliers de ordre de Saint-Jean de Jérusalem y avait des propriétés.

## Politique et administration

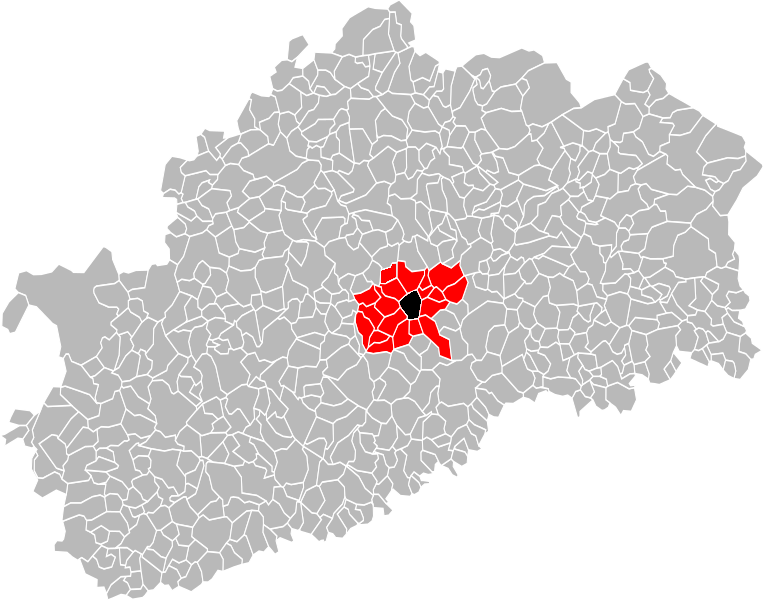
Carte départementale montrant en rouge les communes de la communauté d'agglomération de Vesoul.

### Rattachements administratifs et électoraux
La commune fait partie de l'arrondissement de Vesoul du département de la Haute-Saône, en région Bourgogne-Franche-Comté. Pour l'élection des députés, elle dépend de la première circonscription de la Haute-Saône.
Elle faisait partie depuis 1793 du canton de Vesoul. Celui-ci est scindé en 1973 et la commune intègre le canton de Vesoul-Ouest. Dans le cadre du redécoupage cantonal en 2014, la commune fait désormais partie du canton de Vesoul-1.

### Intercommunalité
Chariez fait partie depuis 2008 de la communauté de communes de l'agglomération de Vesoul, devenue en 2012 la communauté d'agglomération de Vesoul, appartenant elle-même au pays de Vesoul et du Val de Saône.

### Municipalité
Conformément aux dispositions relatives à la population de la commune, le conseil municipal de Chariez est composé de 11 membres.

### Liste des maires
| Période                                  | Période                    | Identité      | Étiquette | Qualité                         |
| ---------------------------------------- | -------------------------- | ------------- | --------- | ------------------------------- |
| Les données manquantes sont à compléter. |                            |               |           |                                 |
| 2001                                     | En cours (au 29 août 2016) | Nicolas Virot |           | Réélu pour le mandat 2014-2020, |

## Population et société

### Démographie
L'évolution du nombre d'habitants est connue à travers les recensements de la population effectués dans la commune depuis 1793. Pour les communes de moins de 10 000 habitants, une enquête de recensement portant sur toute la population est réalisée tous les cinq ans, les populations de référence des années intermédiaires étant quant à elles estimées par interpolation ou extrapolation. Pour la commune, le premier recensement exhaustif entrant dans le cadre du nouveau dispositif a été réalisé en 2007.

En 2022, la commune comptait 220 habitants, en évolution de +4,76 % par rapport à 2016 (Haute-Saône : −1,4 %, France hors Mayotte : +2,11 %).
| 1793 | 1800 | 1806 | 1821 | 1831 | 1836 | 1841 | 1846 | 1851 |
| ---- | ---- | ---- | ---- | ---- | ---- | ---- | ---- | ---- |
| 728  | 894  | 790  | 889  | 738  | 748  | 714  | 707  | 709  |

| 1856 | 1861 | 1866 | 1872 | 1876 | 1881 | 1886 | 1891 | 1896 |
| ---- | ---- | ---- | ---- | ---- | ---- | ---- | ---- | ---- |
| 570  | 555  | 582  | 559  | 553  | 504  | 510  | 471  | 426  |

| 1901 | 1906 | 1911 | 1921 | 1926 | 1931 | 1936 | 1946 | 1954 |
| ---- | ---- | ---- | ---- | ---- | ---- | ---- | ---- | ---- |
| 376  | 341  | 319  | 265  | 278  | 250  | 220  | 206  | 194  |

| 1962 | 1968 | 1975 | 1982 | 1990 | 1999 | 2006 | 2007 | 2012 |
| ---- | ---- | ---- | ---- | ---- | ---- | ---- | ---- | ---- |
| 147  | 159  | 176  | 193  | 172  | 196  | 211  | 213  | 223  |

| 2017 | 2022 | - | - | - | - | - | - | - |
| ---- | ---- | - | - | - | - | - | - | - |
| 207  | 220  | - | - | - | - | - | - | - |

### Santé
L'hôpital le plus proche de Chariez est le CHI de Vesoul.

### Cultes
.

## Économie
En 2015, le village ne comprend plus de commerces de proximité.

## Culture locale et patrimoine

### Lieux et monuments
Classé depuis le 21 juin 2014 Cité de Caractère de Bourgogne-Franche-Comté et faisant partie des sites inscrits de la Haute-Saône par la DREAL, le village a conservé plusieurs anciennes demeures, dont une maison de la fin du XVIIe siècle avec une cour intérieure à arcades et balustres, et d'autres demeures rénovées datant du XVIIIe siècle.
- L'église de l'Assomption, dotée d'un clocher comtois, est remarquable par son aménagement intérieur. Elle est décorée par de nombreux tableaux et statues, dont un tableau de Jean-Léon Gérôme La Vierge et l'Enfant, un rosaire peint sur bois du XVIe siècle, un très beau crucifix en bois naturel du XVIIe siècle et de nombreuses sculptures.
- Le camp de César, occupé dès le Paléolithique, est un site protégé et inscrit à l'inventaire national. Ce lieu très pittoresque, construit dans une vallée encaissée entre deux coteaux à pente rapide, est invisible de toutes voies à grande circulation.
- La maison forte de Chariez, citée à partir 1385 et subit des rénovations au XVIIIe siècle. La demeure est inscrit au titre des monuments historiques depuis le 21 décembre 2000[29].
- La croix de Chariez, du XVIe siècle, rénovée en 2016. Sur sa face principale, se trouve un Christ en croix. L'autre face orientée vers le Camp de César représente une Vierge Marie portant l’enfant dans une main et une grappe de raisin dans l’autre main, avec à ses pieds, un ange[30].

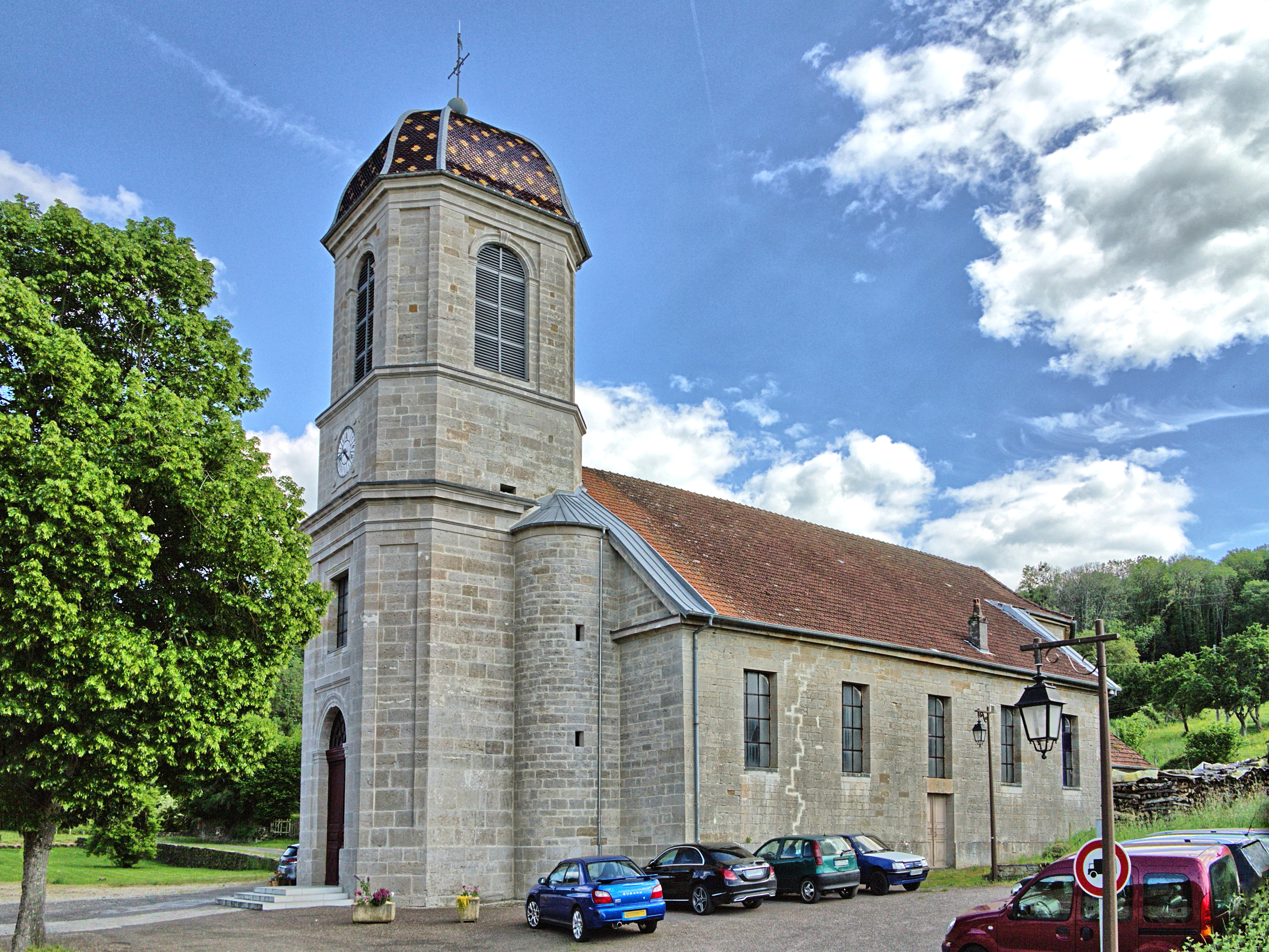
L'église de l'Assomption.
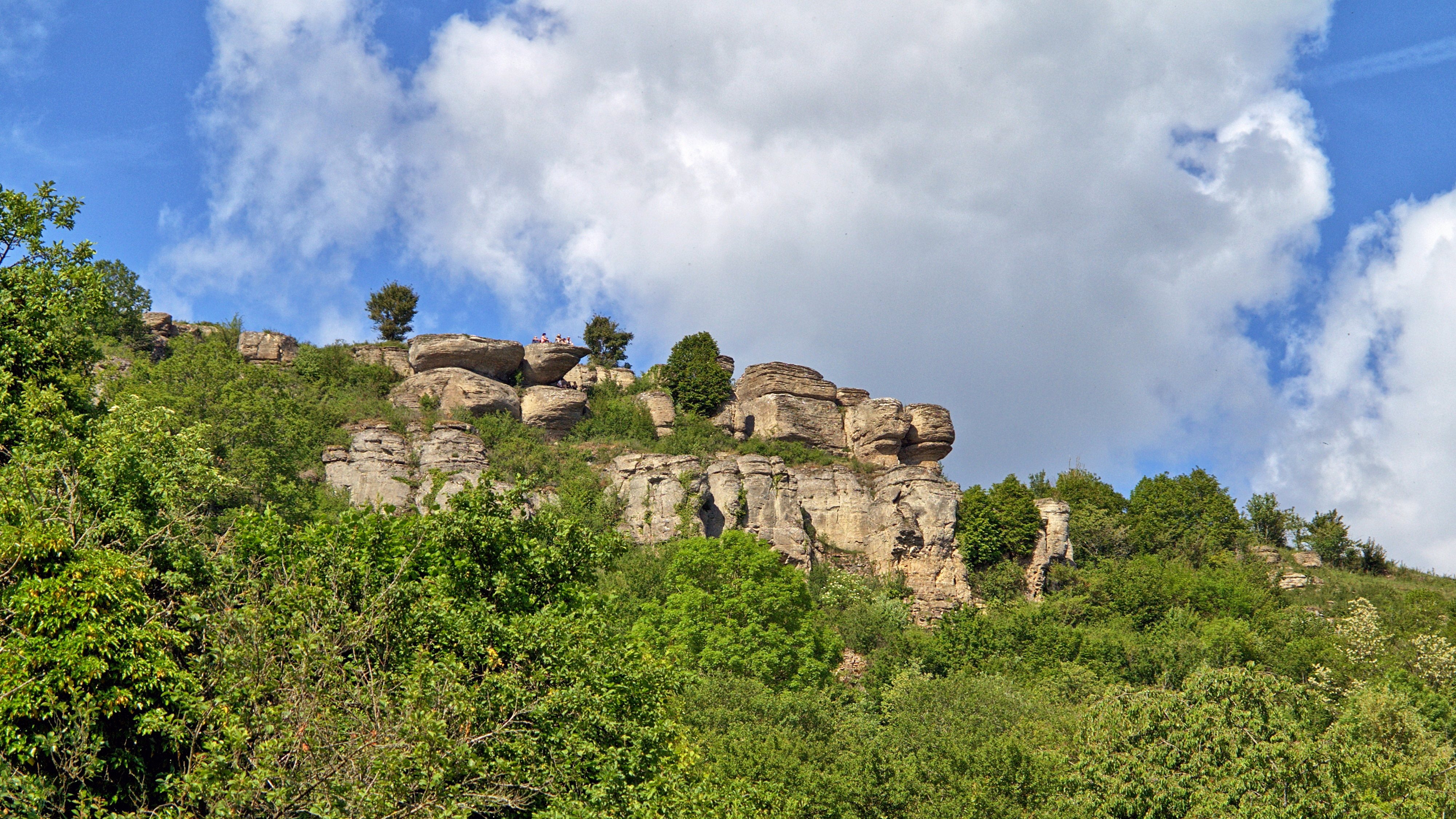
Les rochers du Camp de César.
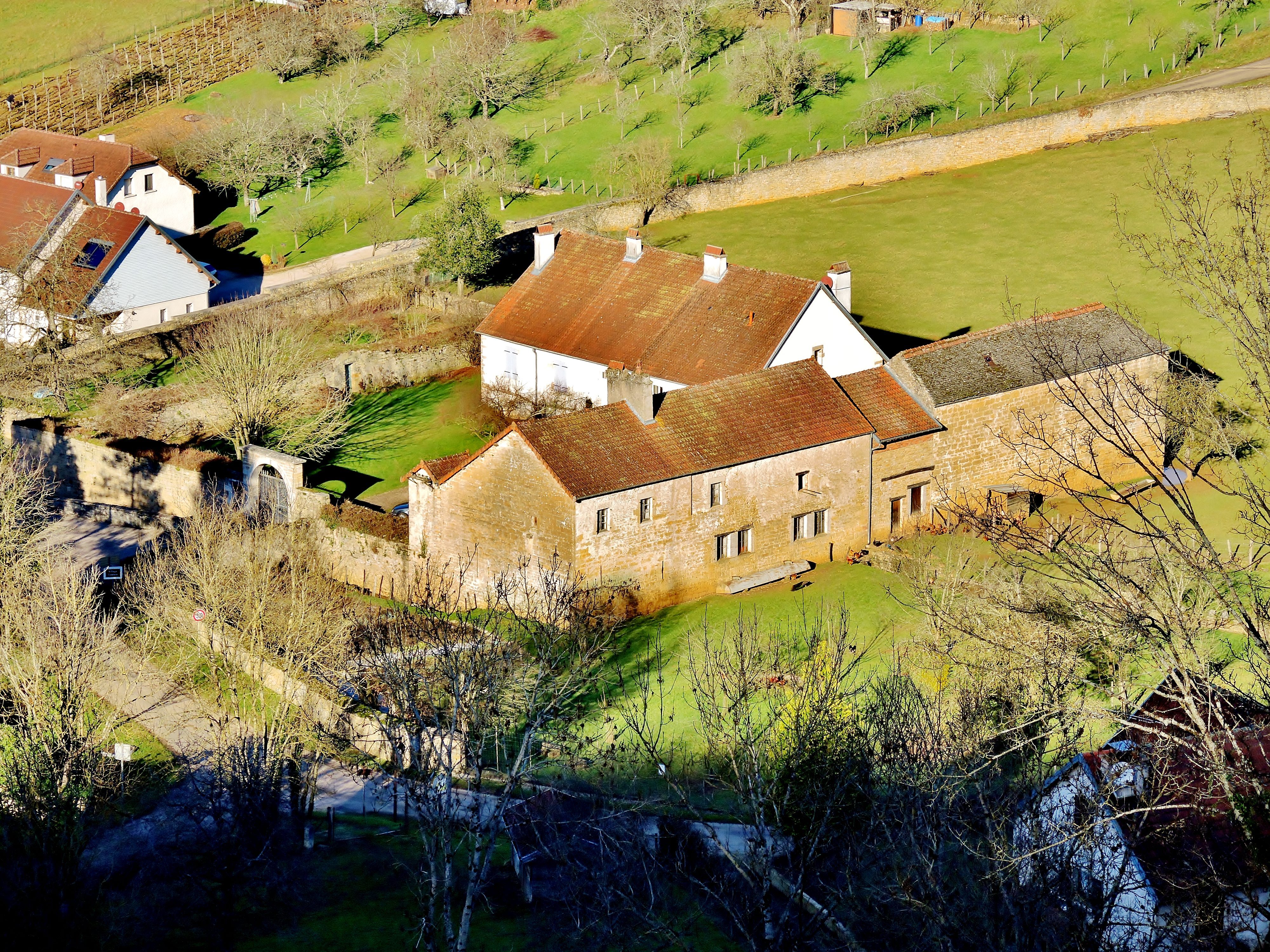
La maison forte.
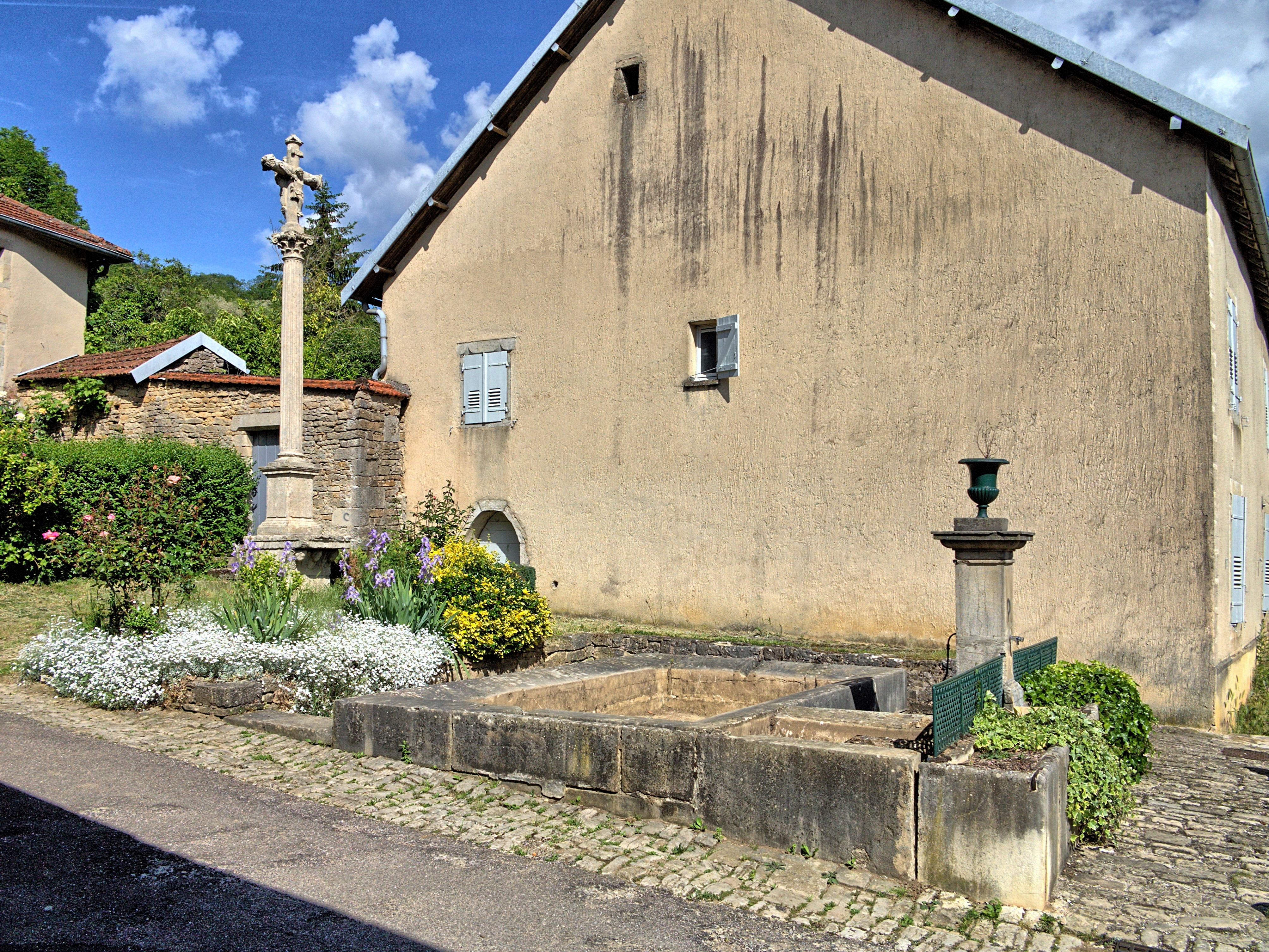
La fontaine et la croix.
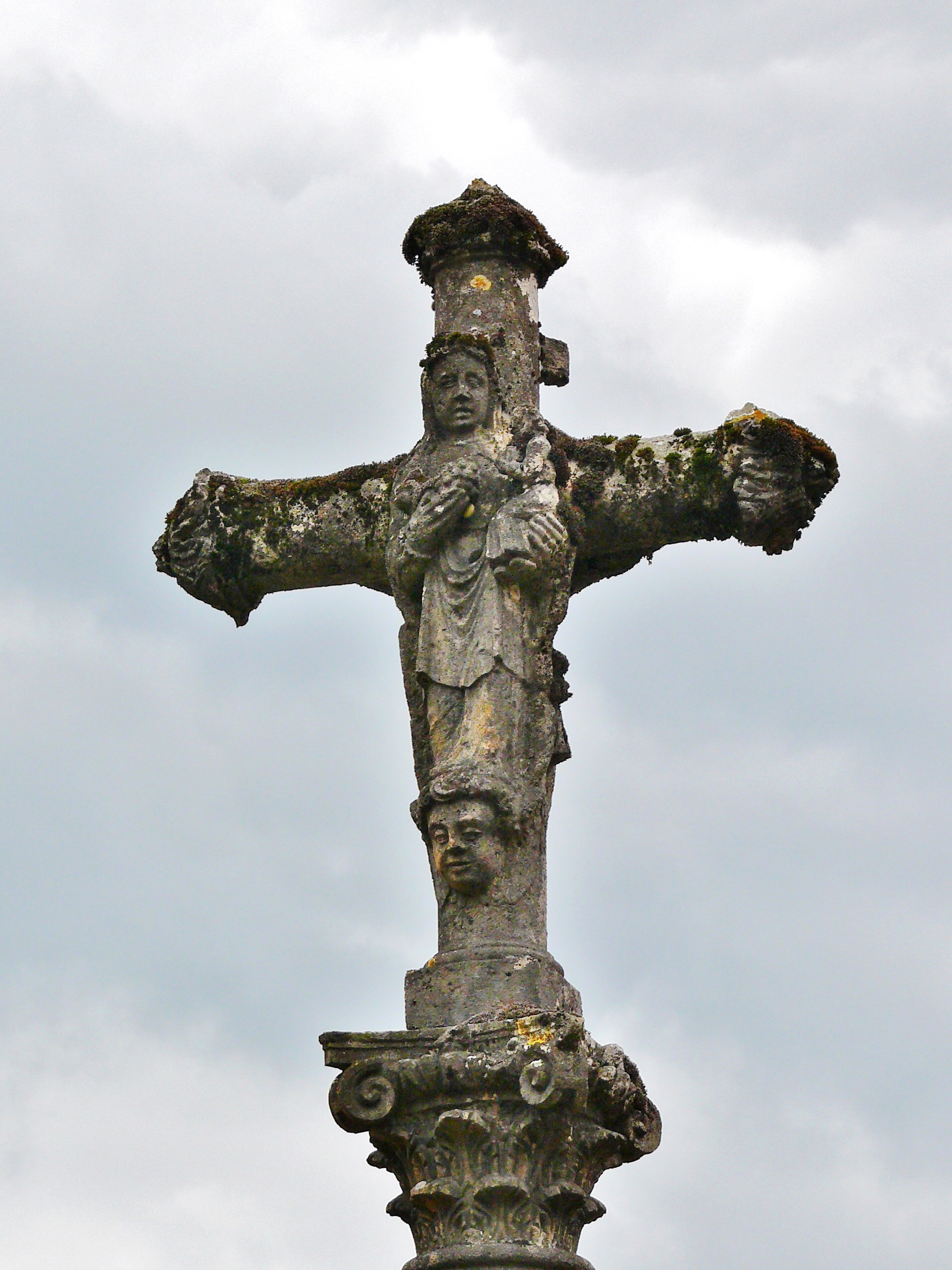
Dos de la croix.

- Les vieilles maisons datant du XVIe au XVIIIe siècle
- Fontaines : Chariez a conservé six fontaines.

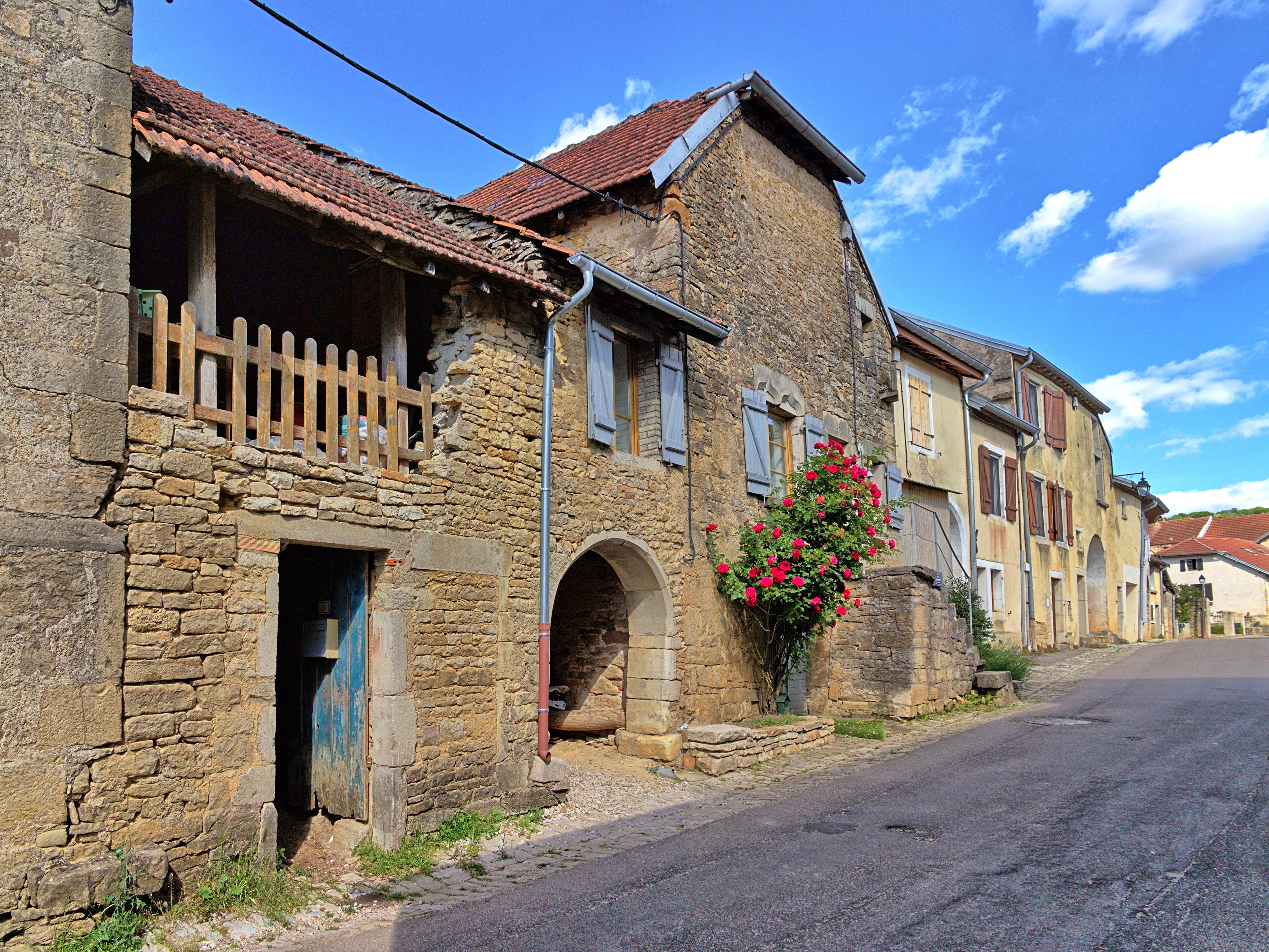
Vieilles maisons vigneronnes.
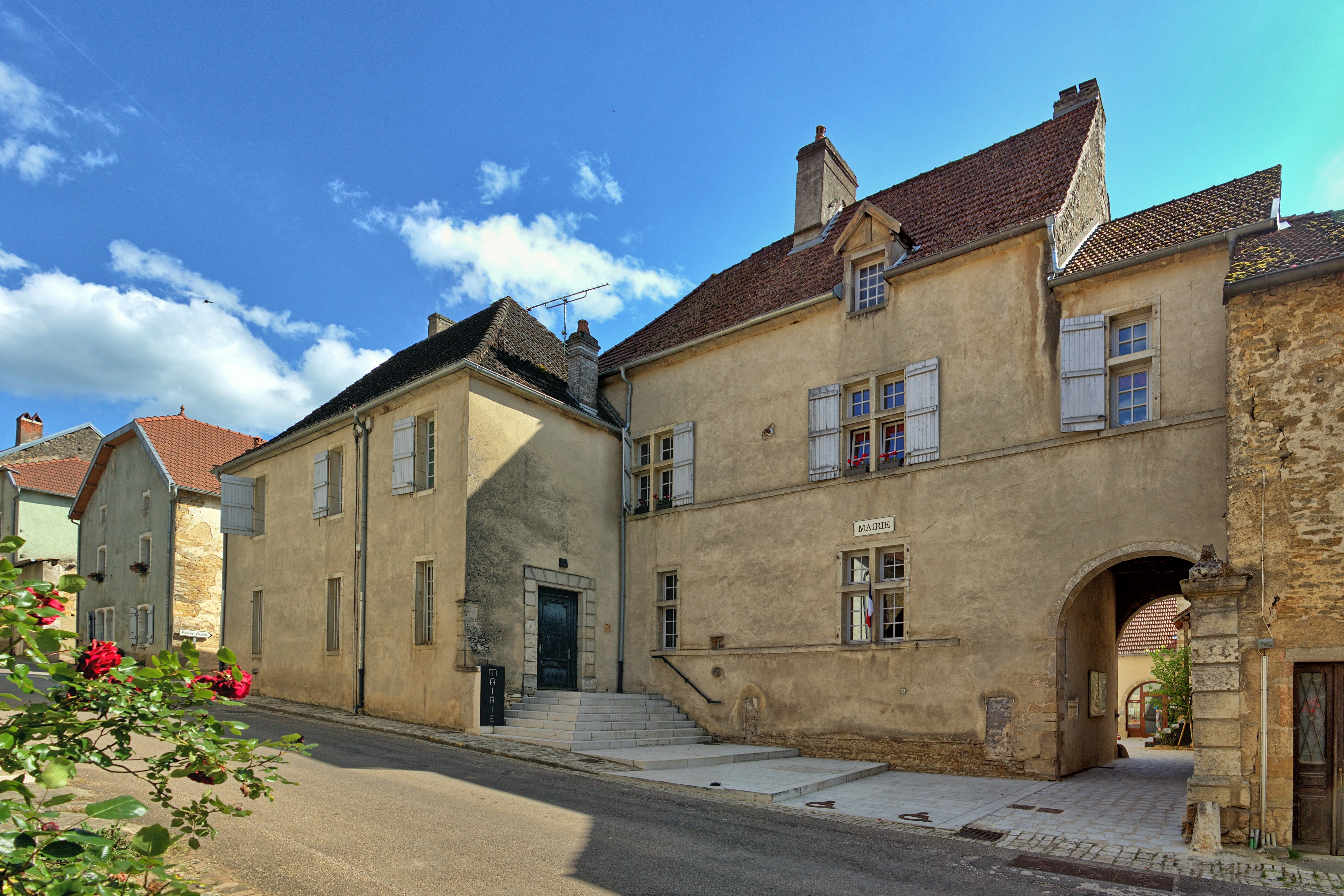
La mairie.
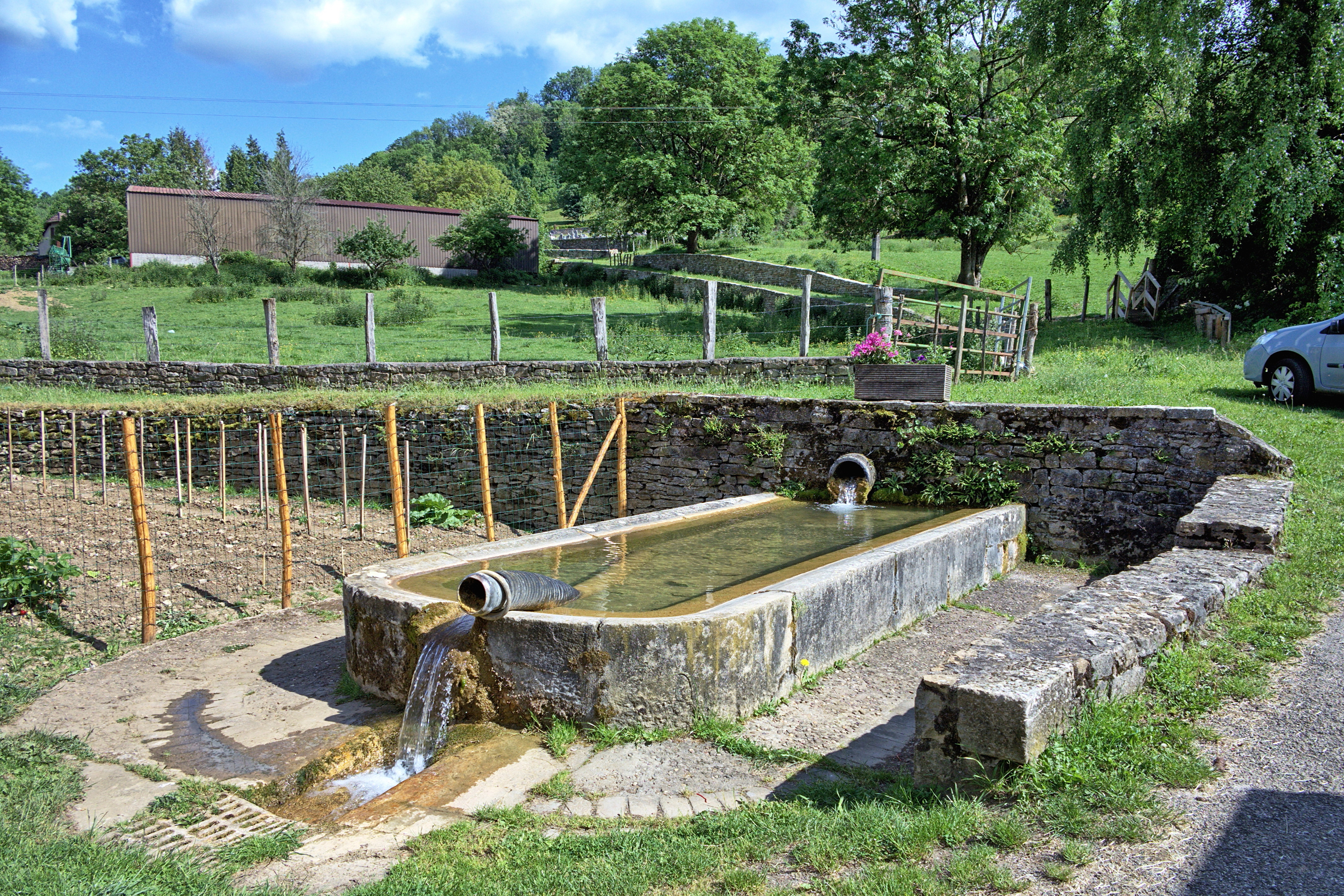
La fontaine-lavoir.

### Personnalités liées à la commune
- Charles Héderer, médecin et officier général décédé à Chariez en 1967.

### Héraldique
| Blason de Chariez | Blason  | Écartelé: au 1er de sinople à deux silex taillés d'or, au 2e d'or à la croix de Malte de gueules, au 3e d'azur au casque antique d'or, au 4e de sinople au vigneron d'or. |
| Blason de Chariez | Détails | Le statut officiel du blason reste à déterminer. |